# Havelland-Kaserne
Die Havelland-Kaserne (1936–1945 General-Wever-Kaserne) ist eine Kaserne der Bundeswehr in Potsdam in Brandenburg.

## Lage
Die Kaserne liegt im Ortsteil Eiche im westlichen Potsdam. Westlich der Kaserne verläuft die Eisenbahnstrecke Berliner Außenring.

## Benennung
Benannt ist die Kaserne nach der historischen Landschaft Havelland in Brandenburg. Im Dritten Reich war sie nach Walther Wever benannt, dem Chef des Generalstabs der Luftwaffe, der 1936 tödlich verunglückte.

## Geschichte
Die Kaserne wurden in den Jahren von 1935 bis 1938 für die Luftwaffe mit Typenbauten errichtet. Bereits am 1. Oktober 1935 wurde dort die Luftnachrichten-Kompanie des Reichsluftfahrtministeriums stationiert und zum 1. April 1936 zur Luftnachrichten-Abteilung umgegliedert. Mitte 1939 wurde sie in das Luftnachrichten-Regiment des Oberbefehlshabers der Luftwaffe eingegliedert. Ab April 1943 waren große Teile der für Spionageabwehr und Gegenspionage zuständigen Abteilung III des Wehrmacht-Nachrichtendienstes Abwehr in der Kaserne untergebracht. 
1956 übernahm die Nationale Volksarmee die Kaserne und nutzte sie bis 1990. Unter anderem war hier der Sitz der 1. Mot.-Schützendivision.
Vor dem Landeskommando Brandenburg steht, auf einer einfachen Betonstele, ein mächtiger Bronzeadler des Bildhauers Adolf Breymann. Dieser bewacht mit ausgebreiteten Schwingen eine auf einem Kissen abgelegte, lorbeerumkränzte Pickelhaube und einen Säbel. Die Skulptur ist eine Leihgabe der Stadt Göttingen und war Teil eines Kriegerdenkmals, das 1876 dort zur Erinnerung an die Gefallenen des Deutsch-Französischen Krieges errichtet worden war.

## Dienststellen
Folgende Dienststellen (Auswahl) sind bzw. waren in der Kaserne stationiert:
aktuell:
- Landeskommando Brandenburg
- Kraftfahrausbildungszentrum Potsdam
- Überwachungsstelle für öffentlich-rechtliche Aufgaben des Sanitätsdienstes der Bundeswehr Ost
- Fahrerlaubnisprüfungen Teile Potsdam
- Evangelisches Militärpfarramt Potsdam
- Jugendoffizier Potsdam

ehemalig Bundeswehr:
- Panzerbrigade 42 „Brandenburg“
- Heimatschutzbrigade 42 „Brandenburg“ (Umbenennung in Panzerbrigade 42)
- Verteidigungsbezirkskommando 84
- Instandsetzungsbataillon 410 (1997 Verlegung in die Hans-Joachim-von-Zieten-Kaserne nach Beelitz)
- Instandsetzungsbataillon 802 (1. Juli 1991 bis 1. Mai 1993)
- 6./Feldjägerbataillon 701 (1. April 1997 bis 30. September 2002)
- 4./Feldjägerbataillon 801 (1. Oktober 1991 bis 30. September 2002)
- 4./Feldjägerbataillon 352 (1. Oktober 2002 bis 31. März 2006; Umbenennung in 4./Feldjägerbataillon 351)
- 4./Feldjägerbataillon 351 (1. April 2006 bis Auflösung 30. April 2014)
- Heimatschutzbataillon 841 (nicht aktiv)
- Heimatschutzbataillon 842 "Potsdamer Jäger" (nicht aktiv) (1. Dezember 1997 bis 31. März 2007)
- Feldersatzkompanie 420 (Geräteeinheit) (1. April 2000 bis 31. März 2003)

ehemalig Nationale Volksarmee:
- 1. Mot.-Schützendivision
- Stabskompanie 1
- Führungsbatterie Chef Truppenluftabwehr 1
- Nachrichtenbataillon 1 „Bodo Uhse“
- Instandsetzungskompanie für Panzertechnik 1
- Kfz-Instandsetzungsbataillon 2